# 한신대학교
한신대학교(Hanshin University)는 대한민국 서울특별시와 경기도 오산시의 캠퍼스로 이루어진 4년제 사립 종합 대학이다. 1939년 한국기독교장로회에서 설립한 서울 종로구의 조선신학원이 전신으로, 한국 사회의 민주화와 인권을 위해 헌신한 민족사학이다. 진보적 학풍의 명문사학으로 인문학, 경제학, 광고학의 높은 명성에 이어 최근 AI/SW 분야에 많은 투자와 연구를 진행하고 있다.

## 연혁

한신대학교 대학본부 건물(장공관)

1939년 설립자인 서울 승동교회의 노석 김대현 장로가 사재를 헌금하여 설립하였지만, 장공 김재준 목사가 실질적으로 설립을 주도했다. 1940년 4월 19일에 동 교회에서 개교하였고 제1대 학장 겸 재단 이사장으로 김대현 장로가 선출되었다. 한신대학교의 출발은 조선신학원에서 시작되었다. 1947년 대한민국 최초의 신학대학으로 정규대학 인가, 1951년에 옛 이름이자 본말에 해당되는 한국신학대학으로 이름을 바꿨으며, 한국전쟁 당시 부산으로 이동하여 학업을 지속하였다. 1958년에 수유리 캠퍼스(현 한신대학교 신학대학원, 사회혁신경영대학원)를 열었다. 민주화와 인권, 인문학을 위해 헌신한 진보대학으로, 유신독재가 선포된 직후인 1973년에는 삭발투쟁으로 유신독재에 맞섰으며, 1975년 문교부의 휴교령을 받아야 했다. 1980년 종합대학으로 개편, 한신대학으로 교명을 변경하며, 현재의 경기캠퍼스(수원·오산)로 대부분의 학부과정을 옮겼다. 1986년에는 교수들이 시국선언을 발표하였으며, 아울러 대한민국 최초의 대학 평교수 협의회를 조직하였다. 2020년 개교 80주년 기념 행사를 다양하게 가졌다.

## 개설 학과 · 전공
학부와 대학원 과정이 모두 개설되어 있으며, 2025년 신입생 모집 요강 기준으로 개설되어 있는 과정은 현재 다음과 같다.
| \| 구분 \| 모집단위 \| 대학 \| \| ------ \| ------------------------------- \| ----------------------------------------------------------------- \| \| 학부 \| 신학·인문융합계열 \| 신학 인문융합 \| \| 학부 \| 경제통상·국제· 공공인재융합계열 \| 글로벌융합 \| \| 학부 \| 경영·미디어계열 \| 경영·미디어 \| \| 학부 \| 휴먼서비스계열 \| 휴먼서비스 \| \| 학부 \| 특수체육학계열 \| 휴먼서비스 \| \| 학부 \| 첨단융합계열 \| AI·SW \| \| 학부 \| AI·SW계열 \| AI·SW \| \| 학부 \| 자유전공학부 \| 미래아우름 \| \| 구분 \| 캠퍼스 \| 설치과정 \| \| 대학원 \| 경기캠퍼스 \| 일반대학원 · 교육대학원 · 정신분석대학원 \| \| 대학원 \| 서울캠퍼스 \| 일반대학원 · 신학대학원 · 사회혁신경영대학원 · 휴먼케어융합대학원 \| |                                 |                                                                   |
| * 개설 과정에 관한 자세한 정보를 보려면 아래 단락의 내용을 참조한다. |                                 |                                                                   |
| 구분 | 모집단위                        | 대학                                                              |
| 학부 | 신학·인문융합계열               | 신학 인문융합                                                     |
| 학부 | 경제통상·국제· 공공인재융합계열 | 글로벌융합                                                        |
| 학부 | 경영·미디어계열                 | 경영·미디어                                                       |
| 학부 | 휴먼서비스계열                  | 휴먼서비스                                                        |
| 학부 | 특수체육학계열                  | 휴먼서비스                                                        |
| 학부 | 첨단융합계열                    | AI·SW                                                             |
| 학부 | AI·SW계열                       | AI·SW                                                             |
| 학부 | 자유전공학부                    | 미래아우름                                                        |
| 구분 | 캠퍼스                          | 설치과정                                                          |
| 대학원 | 경기캠퍼스                      | 일반대학원 · 교육대학원 · 정신분석대학원                          |
| 대학원 | 서울캠퍼스                      | 일반대학원 · 신학대학원 · 사회혁신경영대학원 · 휴먼케어융합대학원 |

### 학부 과정
|  | - 신학 |

|  | - 철학 | - 영미문화학 | - 독일어문화학 | - 한국어문학 | - 한국사학 | - 문예창작학 | - 디지털영상문화콘텐츠학 | - 중국어문화콘텐츠학 | - 일본학 |

|  | - 경제금융학 | - 국제관계학 | - 동아시아통상학 | - 공공인재빅데이터융합학 |

|  | - 경영학 | - IT경영학 | - 글로벌비즈니스학 | - 미디어영상광고홍보학 |

|  | - 사회학 | - 사회복지학 | - 심리·아동학 | - 재활상담학 | - 특수체육학 |

|  | - 금융공학     | - 빅데이터융합학 | - AI·SW학 | - AI시스템반도체학 - 미래아우름대학 \| \| - 자유전공학부 \| |
|  | - 자유전공학부 |                  |           |                                                             |

|  | - 자유전공학부 |

### 대학원 과정
|  | - 일반대학원 | - 교육대학원 | - 정신분석대학원 |

|  | - 일반대학원 | - 신학대학원 | - 사회혁신경영대학원 | - 휴먼케어융합대학원 |

## 해외협정대학
2024년 기준 21개국 76개 대학교와 교류·친선관계를 맺고 있다.
| - 아시아 - 48개교 - 중화인민공화국 22개교 - 중화민국 1개교 - 일본 10개교 - 인도 3개교 - 필리핀 3개교 - 우즈베키스탄 1개교 - 인도네시아 1개교 - 말레이시아 1개교 - 베트남 5개교 - 이스라엘 1개교 | - 유럽 - 16개교 - 독일 7개교 - 러시아 2개교 - 프랑스 2개교 - 영국 1개교 - 헝가리 2개교 - 스웨덴 1개교 - 체코 1개교 - 오세아니아 - 1개교 - 뉴질랜드 1개교 | - 북아메리카 - 10개교 - 미국 6개교 - 캐나다 4개교 - 남아메리카 - 1개교 - 브라질 1개교 |

## 같이 보기
- 대한민국의 교육